# Beorhtric del Wessex
Beorhtric (in inglese antico: Re magnifico; VIII secolo – 802) regnò sul Wessex dal 786 fino alla sua morte.

## Biografia

### Salita al Trono
Nel 786, Cinevulfo, re del Wessex, fu ucciso dal nobile esiliato Cineardo, fratello dell'ex sovrano Sigeberto del Wessex. Beorhtric fu aiutato da re Offa di Mercia contro Egberto. Non si sa bene perché Offa sia intervenuto in favore di Beorhtric, ma forse il suo intento era quello di estendere l'influenza politica merciana sul Wessex. Inoltre, è stato suggerito che Egberto discendesse dalla dinastia del Kent che, sotto Eahlmund, s'era ribellata al potere di Offa, sconfiggendolo nella battaglia di Otford.
Fino a un certo punto Beorhtric sembra essere stato soggetto all'autorità di Offa. Nel 787, egli tenne il sinodo di Chelsea insieme a Offa e sposò una delle figlie di Offa. Fu durante il regno di Beorhtric che la Cronaca anglosassone ricorda i primi raid vichinghi in Inghilterra. Nel 789 loro approdarono sulla costa del Dorset, vicino all'isola di Portland, dove uccisero un ufficiale reale.
Dopo la morte di Offa nel 796, il potere merciano sull'Inghilterra andò scemando e Beorhtric potrebbe aver avuto una maggior indipendenza. Pochi anni dopo il successore di Offa, Coenwulf, aveva già restaurato il potere merciano e dopo il 799 le relazioni tra Beorhtric e i merciani sembrano essere state di nuovo quelle precedenti alla morte di Offa.
Lo studioso Asser afferma che Beorhtric fu ucciso accidentalmente col veleno dalla moglie Eadburh, che fuggì poi in un monastero in Francia, da cui fu poi scacciata per essere stata trovata con un uomo. Tuttavia tutto questo racconto è dubbio.